# Ganale
Der Ganale oder Ganale Doria (Amharisch ገናሌ Gänale oder Genale; auch Ganaalee, Genaalee) ist einer der größten Flüsse im Südosten Äthiopiens. Er vereinigt sich an der Grenze zu Südsomalia mit dem Dawa zum Jubba.

## Verlauf
Der Ganale vereint die beiden Quellflüsse Ganale Guddo und Ganale Gambello, die beide am Berg Gurumba im Osten der Region der südlichen Nationen, Nationalitäten und Völker (früher in der Provinz Sidamo) entspringen, wo auch der Shabelle seinen Anfang nimmt. Bis zur Neuordnung der Verwaltungsgliederung Äthiopiens 1991 bildete der Fluss die Grenze zwischen den Provinzen Sidamo im Süden und Bale im Norden; heute liegt er größtenteils in der Region Oromia und durchfließt auf seinem letzten Abschnitt vor der somalischen Grenze die Somali-Region.
Der Fluss hat sich tief in die Plateaus eingeschnitten, welche am Oberlauf aus präkambrischen Vulkaniten und weiter flussabwärts aus mesozoischen Sedimentschichten bestehen. Die Canyons werden von mehreren Wasserfällen unterbrochen, von denen die Baratieri- und die Del-Verme-Fälle die bedeutendsten sind. Von Norden her münden zahlreiche Nebenflüsse aus den niederschlagsreichen Bergen von Bale in den Genale, darunter der Ganale Dida, Welmel, Wabi Mana/Mena und schließlich nördlich von Doolow der Wabi Gestro (Wayb). Nach Angaben der Zentralen Statistikagentur Äthiopiens hat der Ganale eine Länge von 858 km, wovon 480 km in Äthiopien und 378 km in Somalia liegen (was den Jubba mit einschließt).
Von 2013 bis 2016 wurde die Talsperre Genale Dawa III errichtet, die den Genale zu einem Stausee aufstaut; das zugehörige Kraftwerk ging 2020 in Betrieb.

## Hydrometrie
Die durchschnittliche monatliche Durchströmung des Flusses Ganale gemessen an der hydrologischen Station von Helewe, bei etwa der Hälfte des Einzugsgebietes (in m³/s). Berechnet mit den Daten eines Zeitraums von 23 Jahren, 1984–1997, 1999–2007 (Werte aus Diagramm abgelesen).

## Namensgebung
Der italienische Entdecker Vittorio Bottego fügte zu Ehren von Marchese Giacomo Doria, dem Präsidenten der Reale Società Geografica, den Zusatz Doria hinzu, der auch als Dorya oder Doriya geschrieben wird.

## Geschichte
Von Oktober 1935 bis Januar 1936 kämpften an den Ufern des Ganale äthiopische Truppen gegen die italienischen Truppen unter Rodolfo Graziani, welche nach ihrem Angriff auf Doolow gegen Negele Boran vordrangen („Schlacht am Ganale Doria“).